# Carl Brosbøll
Carl Brosbøll (pseudònim Carit Etlar) (7 d'agost de 1816 a Fredericia - 9 de maig de 1900 a Gentofte) va ser un escriptor danès.

## Biografia

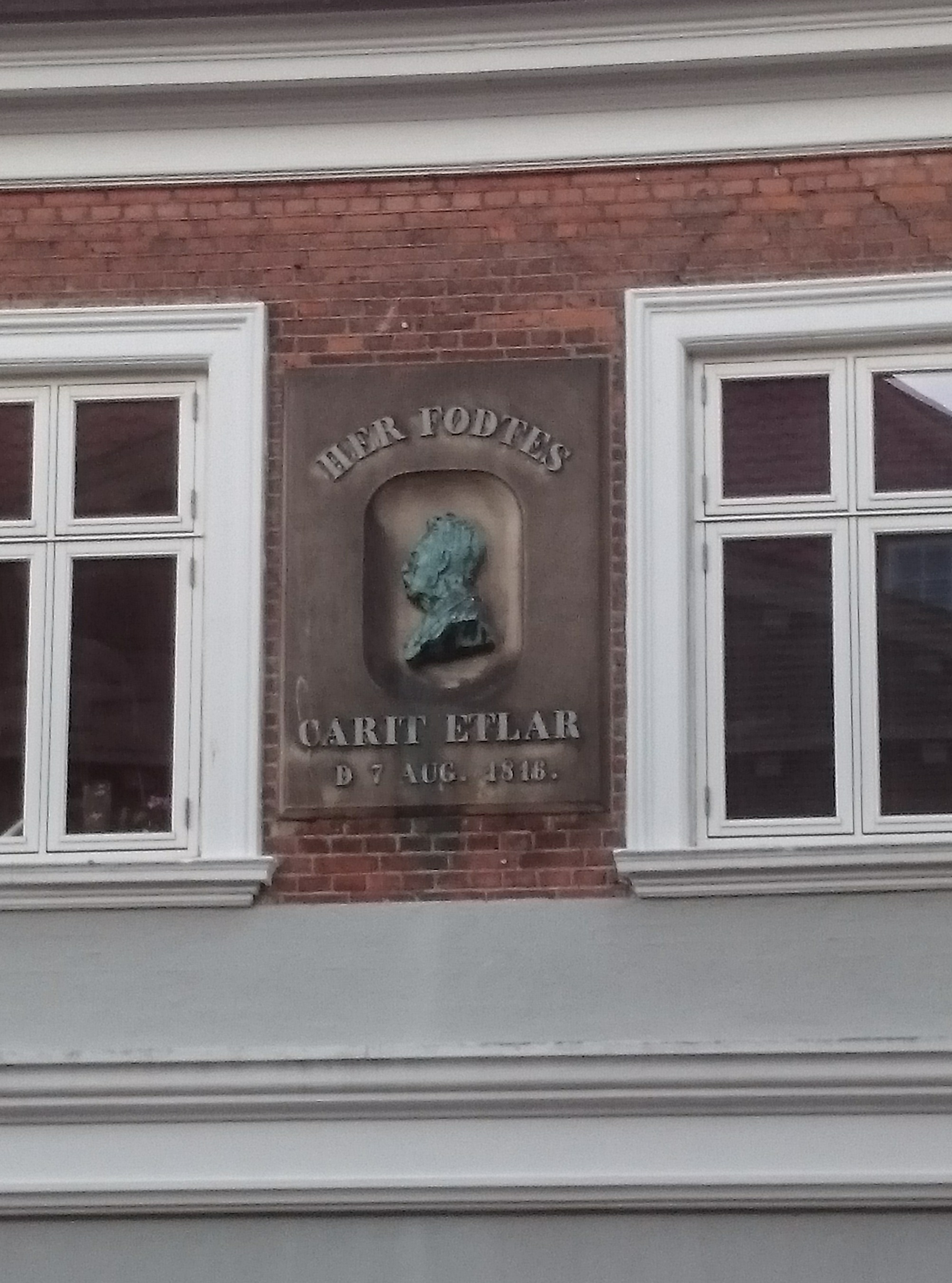
Placa commemorativa a Carl Brosbøll a la paret d'una casa a Fredericia.

Fill de Jørgen Christian Brosbøll, fabricant de tabac, botiguer i inspector de bombers, i d'Ursula Margrethe, nascuda Bache, va néixer a Fredericia el 7 d'agost de 1816, i el seu nom complet era Johan Carl Christian Brosbøll.
En Brosbøll va participar en la Guerra dels Tres Anys des de 1849 fins a la conclusió, el 1851.
El mateix 1851 es va casar amb la Hansine Erasmine Thorbjørnsen, pero va anul·lar el matrimoni. El 1888 es va casar a Innsbruck amb l'Olga Augusta Schultz, filla del Jens Frode Schultz.
En Brosbøll va treballar a la Biblioteca Reial entre 1853 i 1885, i a l'hora d'escriure emprava el pseudònim "Carit Etlar ", que era una recopilació dels noms de pila del seu primer poeta, Tertia Fabricius, i el seu primer nom quan les lletres es barregen d'una determinada manera, CARL-TERTIA, que esdevingué CARIT-ETLAR.
Les novel·les de Carit Etlar acostumen a ser contes històrics amb guerres i conflictes com a rerefons. Sovint ha estat rebutjat com a escriptor d'entreteniment, atès que s'hi pot copsar crítica política i social en diverses de les seves novel·les, en què la prepotència de la classe alta s'oposa a l'actitud nacional i la valentia de la gent petita, i sovint evita els finals feliços banals. Està influenciat tant pels escriptors francesos (Alexandre Dumas el Vell i el Jove) com pel conte danès de Blicher.
L'Etlar és especialment recordat per Gjøngehøvdingen i el cuidador de la reina , on els soldats suecs que donaven suport a Dinamarca durant la "Guerra dels Tres Anys " són retratats com a nobles guerrers, mentre que els mercenaris alemanys dels suecs són descrits com a brutals, miserables i mesquins.
Nombroses edicions així com traduccions a llengües estrangeres testimonien la gran popularitat de Carit Etlar.

### Teatre
- I Dynekilen - espectacle (1862)

Les obres de Carl Brosbøll es conserven a la Biblioteca Dramàtica de la Biblioteca Reial .